# Don't Matter to Me
«Don't Matter to Me» es una canción del músico canadiense Drake, que forma parte de su quinto álbum de estudio Scorpion (2018). Fue enviado como un hit de la radio contemporánea el 6 de julio de 2018, funcionando como el cuarto sencillo del álbum y a la radio rítmica estadounidense el 10 de julio de 2018 junto con «In My Feelings». Comercialmente,  ha logrado el número uno en Suecia así como estar en el top 10 en Australia, Canadá, República Checa, Irlanda, Países Bajos, Nueva Zelanda, Noruega, Portugal, Eslovaquia, Suiza, el Reino Unido, y en los Estados Unidos.
La canción contiene de manera póstuma la voz de Michael Jackson, sampleado de una sesión de 1980 entre Jackson y el cantautor canadiense Paul Anka. Las canciones "Love Never Felt So Good", lanzada en Xscape, y "This Is It" también provinieron de la misma sesión; Anka es por lo tanto acreditado como compositor en las tres canciones. El vídeo musical se estrenó el 24 de julio de 2018.

## Antecedentes
Primeramente grabado como un demo, Jackson coescribió la canción durante una sesión de grabación con Paul Anka en 1980.

## Personal
Créditos adaptados de Tidal.
- Noel Cadastre – grabación
- Noah "40" Shebib – producción, grabación
- Noel "Gadget" Campbell – mezcla
- Harley Arsenault – asistente de mezcla
- Greg Moffet – asistente de mezcla
- Ronald Moonoo – asistente de mezcla
- Michael Jackson – voz
- Nineteen85 – producción

## Listas
| Lista (2018)                           | Mejor posición |
| -------------------------------------- | -------------- |
| Australia (ARIA)                       | 3              |
| Austria (Ö3 Austria Top 40)            | 18             |
| Bélgica (Flandes) (Ultratop 50)        | 33             |
| Bélgica (Valonia) (Ultratop 50)        | 37             |
| Canadá (Canadian Hot 100)              | 4              |
| Dinamarca (Tracklisten)                | 2              |
| Finlandia (OFC)                        | 11             |
| Francia (SNEP)                         | 24             |
| Alemania (Media Control AG)            | 16             |
| Grecia (IFPI)                          | 17             |
| Irlanda (IRMA)                         | 3              |
| Italia (FIMI)                          | 23             |
| Países Bajos (Dutch Top 40)            | 13             |
| Países Bajos (Mega Single Top 100)     | 7              |
| Nueva Zelanda (Recorded Music NZ)      | 6              |
| Noruega (VG-lista)                     | 4              |
| Escocia (Scottish Singles Sales Chart) | 33             |
| España (PROMUSICAE)                    | 33             |
| Suecia (Sverigetopplistan)             | 1              |
| Suiza (Schweizer Hitparade)            | 5              |
| Reino Unido (UK Singles Chart)         | 2              |
| Reino Unido (UK R&B Chart)             | 1              |
| Estados Unidos (Billboard Hot 100)     | 9              |
| Estados Unidos (Hot R&B/Hip-Hop Songs) | 8              |

## Historial de lanzamientos
| Región         | Fecha                | Formato                | Discográfica (s                 | Ref.   |
| -------------- | -------------------- | ---------------------- | ------------------------------- | ------ |
| Reino Unido    | 6 de julio de 2018   | Contemporary hit radio | Young Money Cash Money Republic | [ 4 ]  |
| Estados Unidos | 9 de octubre de 2018 | Contemporary hit radio | Young Money Cash Money Republic | [ 35 ] |